# Javier Palacios Gallegos
Javier Eduardo Palacios Gallegos es un abogado peruano. Se desempeñó desde el 18 de noviembre de 2020 hasta el 28 de julio de 2021 en el cargo de Ministro de Trabajo y Promoción del Empleo del Perú durante el Gobierno de Francisco Sagasti. Ocupó el mismo cargo desde el 6 de agosto hasta el 10 de noviembre de 2020 en el Gobierno de Martín Vizcarra.
Es abogado por la Pontificia Universidad Católica del Perú.
Se desempeñó como viceministro de Promoción del Empleo y Capacitación Laboral en el Ministerio de Trabajo y Promoción del Empleo.